# Клеменс-Генріх фон Кагенек
Граф Клеменс-Генріх фон Кагенек (нім. Clemens-Heinrich Graf von Kageneck; 17 жовтня 1913, Берлін — 18 березня 2005, Бад-Гомбург) — офіцер танкових частин вермахту, майор. Кавалер Лицарського хреста Залізного хреста з дубовим листям.

## Біографія
Старший із шести дітей генерал-майора Карла фон Кагенека.
В 1934 році поступив на службу в 4-й кінний полк, в жовтні 1935 року переведений у 6-й ескадрон 6-го кінного полку. Під час Польської кампанії командував взводом, під час Французької — 2-м дивізіоном свого полку. В кінці 1940 року переведений у 6-й танковий полк 3-ї танкової дивізії.
З червня 1941 року воював на радянсько-німецькому фронті. З жовтня 1942 року — квартирмейстер штабу дивізії. З червня 1943 року — командир 503-го важкого танкового батальйону, на озброєнні якого перебували важкі танки «Тигр». Відзначився у боях на Курській дузі, в районі Білгорода. В цих боях він був важко поранений і тільки у жовтні 1943 року повернувся на свій пост. У кінці 1943 року знову важко поранений. З жовтня 1944 року — керівник групи в танковому училищі в Бергені.
В травні 1945 року взятий у полон англо-американськими військами.

## Нагороди
- Медаль «За вислугу років у Вермахті» 4-го класу (4 роки)
- Залізний хрест
  - 2-го класу (26 вересня 1939)
  - 1-го класу (3 липня 1941)
- Нагрудний знак «За танкову атаку»
- Нагрудний знак «За поранення» в сріблі
- Медаль «За зимову кампанію на Сході 1941/42»
- Німецький хрест в золоті (28 листопада 1942)
- Лицарський хрест Залізного хреста з дубовим листям
  - Хрест (№ 1926; 4 серпня 1943) — представлений до нагороди 1 серпня, нагороду отримав 12 серпня.
  - Дубове листя (№ 513; 26 червня 1944) — представлений до нагороди 11 червня.
- Орден pro Merito Melitensi (Мальтійський орден; 1960)